# Leucosalpa
Leucosalpa es un género con tres especies descritas de plantas fanerógamas perteneciente a la familia Orobanchaceae.

## Taxonomía
El género fue descrito por George Francis Scott-Elliot y publicado en Journal of the Linnean Society, Botany 29: 35. 1891.    La especie tipo es:  Leucosalpa madagascariensis

## Especies
- Leucosalpa grandiflora
- Leucosalpa madagascariensis
- Leucosalpa poissonii